# 恩智
恩智（おんぢ）は、大阪府八尾市の地名（大字）。
広義の恩智地区（旧大字恩智）は昭和56年（1981年）の町名地番改正時に恩智北町、恩智中町、恩智南町、大字恩智に細分された。大字として残った地域はほぼ山間地に限定されるが恩智北町4丁目の東・恩智中町4丁目の北（通称：大畑山）に小規模住宅地や施設がある。
恩智地区全般の歴史概要については本項に記載し、地理詳細については各町の項目にて言及する。

## 歴史概要
令制国一覧 > 畿内 > 河内国 > 高安郡 > 恩智村
恩智の地名は、「阿智」（あち）が訛ったものとされる。『姓氏録』未詳雑姓河内の部に「高安忌寸、阿智王之族也」とあり、この地は百済系渡来人の阿智使主の勢力地だったと伝わっている。
恩智集落の下、扇状地の末端に近い恩智川の東辺りに弥生時代の集落跡とされる遺跡（恩智遺跡）が発見されている。ただし明確な遺構は確認できず、土器・石器・農耕具などが出土している。
この地は旧くは「母木里」と呼ばれ、河内志に「上古、母木と号す。玉祖神社の旧記に見ゆ。」と記されている。『住吉大社神代記』所収『胆駒神南備山本記』にも「母木里与高安郡堺在置諍石」とある。平安時代には恩智庄があった。
鎌倉時代末期から南北朝時代にかけて豪族・恩智左近満一が当地を治め、恩智城を築城している。当時、天王の森にあった恩智神社を見下ろすことになり不敬だということで神社を現在地へ遷座している。建武4年に当地の恩智河原で合戦となっているが八尾城に居た北朝方の土屋宗直と石川郡東条から攻めてきた南朝方がぶつかっており（土屋文書）、左近や恩智城に関しては特に言及されていない。
正保郷帳の写しとされる河内国一国村高控帳石高は648石余。江戸時代になると幾度か支配者が変わり、寛文9年（1669年）に淀藩領となり幕末に至っている。明治以降の市町村制施行で南高安村の大字となる。

## 地理
広義の恩智地区は八尾市南東部に位置し、西は近鉄大阪線沿線（恩智駅近傍）から東の奈良県境にまで至る、南北1km強、東西2km強の地域。そのうち大字恩智は恩智神社よりも東の山中となる。
高安山の南、生駒山地の扇状地上に立地し、恩智川支流のいくつかの小河川にそって旧集落ができた。河内を縦断する東高野街道（国道170号線旧道）は概ね生駒山地の平野部と傾斜部の境を通り起伏は少ないが、恩智地区では信貴道（府道八尾茨木線）との交差部を頂点にややきつい坂を上がることになる。

## 世帯数と人口
2020年（令和2年）3月31日現在（八尾市発表）の世帯数と人口は以下の通りである。
| 大字 | 世帯数 | 人口  |
| ---- | ------ | ----- |
| 恩智 | 86世帯 | 198人 |

### 人口の変遷
国勢調査による人口の推移。
| 1995年（平成7年）  | 70人 | [ 4 ] |  |
| 2000年（平成12年） | 69人 | [ 5 ] |  |
| 2005年（平成17年） | 70人 | [ 6 ] |  |
| 2010年（平成22年） | 67人 | [ 7 ] |  |
| 2015年（平成27年） | 71人 | [ 8 ] |  |

## 学区
市立小・中学校に通う場合、学区は以下の通りとなる（2020年5月時点）。
| 番・番地等 | 小学校               | 中学校               |
| ---------- | -------------------- | -------------------- |
| 全域       | 八尾市立南高安小学校 | 八尾市立南高安中学校 |

## 事業所
2016年（平成28年）現在の経済センサス調査による事業所数と従業員数は以下の通りである。
| 大字 | 事業所数 | 従業員数 |
| ---- | -------- | -------- |
| 恩智 | 5事業所  | 93人     |

## 施設
大畑山地区以外に特記すべき施設はない。
- 八尾市立大畑山青少年野外活動センター（登記上は恩智中町4丁目）
- 大阪市立大畑山苑（特別養護老人ホーム）

## 出身人物
- 乾亀松（篤農家[11]、衆議院議員、大阪府会議員、中河内郡会議員、高安村会議員、恩智村会議員[12]）
- 乾利一（中国合同電気取締役）

## その他

### 日本郵便
- 郵便番号 : 581-0000[2]（集配局：八尾郵便局[13]）。